# Tarímbaro
Tarímbaro es una localidad del estado de Michoacán, México, cabecera del municipio de Tarímbaro.

## Ubicación
La ciudad de Tarímbaro, se encuentra aproximadamente en la ubicación 19°47′38″N 101°10′37″O / 19.79389, -101.17694, a una altitud de 1870 m s. n. m., a una distancia de 12 km de la capital del Estado.

## Toponimia
Tarímbaro es una palabra de origen purépecha que significa “lugar de sauces”. El vocablo Tarhímu se traduce como «sauce».

## Historia
El valle donde se ubica Tarímbaro perteneció antes de la conquista a la princesa tarasca doña Beatriz de Castilleja Inaguatzín (1535-1594) nacida en Pátzcuaro, hija del conquistador Francisco de Castilleja y María Inaguitzin "María Reina" o Huitziméngari, hermana de Don Antoni Huitziméngari hijos de Francisco Irecha  Tzíntzicha, Tangáxoan II último Caltzontzi de los purépechas, muerto por Don Nuño Beltrán de Guzmán en 1530. La propiedad le fue confirmada después de la conquista por cédula real expedida por Carlos V en 1545. Los primeros pobladores los trajo Doña Beatriz de la falda del cerro de San Miguel, hoy cerro de Quinceo. Posteriormente, la orden religiosa de los franciscanos edificó un templo para la evangelización de los naturales. En el templo es objeto de veneración una imagen pintada sobre la pared, perfectamente conservada, que representa a la virgen de la Escalera. El culto a la imagen fue promovido por Fray Juan Reina en 1757.
El nombre original del poblado fue San Miguel Tarímbaro, por haber sido puesto bajo la protección de dicho arcángel. Desde la época de la conquista hasta 1835 perteneció a la intendencia de Valladolid. En 1891 se registraron 2,408 habitantes en la cabecera del municipio, en 1930 hubo una disminución de la población al registrarse 1,438 habitantes. Se constituyó en municipio el 10 de diciembre de 1831, en 1894, se le dio la categoría de tenencia perteneciente al municipio de Morelia y el 26 de febrero de 1930 se le otorgó nuevamente la categoría de municipio.

## Demografía
Según los datos registrados en el censo de 2020, la localidad cuenta con 6853 habitantes lo que representa un crecimiento promedio de 1.2% anual en el período 2010-2020 sobre la base de los 6074 habitantes registrados en el censo anterior. Ocupa una superficie de 2.801 km², lo que determina al año 2020 una densidad de 2447 hab/km².
La población de Tarímbaro está mayoritariamente alfabetizada, (4.36% de personas mayores de 15 años analfabetas, según relevamiento del año 2020), con un grado de escolaridad en torno a los 8 años. Solo el 0.48% se reconoce como indígena. 

El 96% de los habitantes de Tarímbaro profesa la religión católica.
En el año 2010 estaba clasificada como una localidad de grado medio de vulnerabilidad social. Según el relevamiento realizado, 2522 personas de 15 años o más no habían completado la educación básica, —carencia conocida como rezago educativo—, y 2619 personas no disponían de acceso a la salud.

### Población de Tarímbaro 1900-2020
| Gráfica de evolución demográfica de Tarímbaro entre 1900 y 2020                                   |
|                                                                                                   |
| Población de los censos del Instituto Nacional de Estadística y Geografía (INEGI) de 1900 a 2020. |

## Economía
La principal actividad económica de la población es la agricultura.

## Hermanamientos
La ciudad de Tarímbaro está hermanada con las siguientes ciudades alrededor del mundo:
- Salamanca, México (2010).[11]
- Tlalpan, México (2012).[12]
- Morelia, México (2014).[13][14][15]
- Distrito de Yanahuara (2022)[16]